# 上野スタームービー
上野スタームービー（うえのスタームービー）は、かつて存在した日本の映画館である。東京都台東区上野に所在し、大蔵映画株式会社が経営・運営した。

## 歴史
- 1952年 - 「上野スター座」として開業。東京都議会議員の上田令子（みんなの党所属）とその兄である映画監督・松村克弥の実父が勤務していた料亭「丸萬本家江戸店」が東京大空襲で焼失し、その跡地に建てられた。初代の支配人も上田の父が担当している[1]。
当初は松竹洋画部が組成した洋画チェーン「SYチェーン」に参加しており、浅草松竹座、新宿武蔵野館、渋谷全線座、銀座全線座、東京セントラル劇場（後の五反田日活劇場）、神田日活劇場、松竹アカデミー劇場（かつての銀座松竹映画劇場）とともに8館のチェーンを形成した[2][3]。その後1970年代後半頃からピンク映画の上映館に転向する。
- 1976年 - 同館2階に「世界傑作劇場」「日本名画劇場」を新設。
- 1999年11月20日 - 上野スター座が「上野スタームービー」に改称しリニューアルオープン。当時の支配人は佐々木辰雄。また、後に上野オークラ劇場の支配人となる斎藤豪計もスタームービーに勤務していた[4]。
- 2000年4月29日～5月12日 - アニメ映画『ガンドレス』（監督谷田部勝義）の“完成版”が上映される。

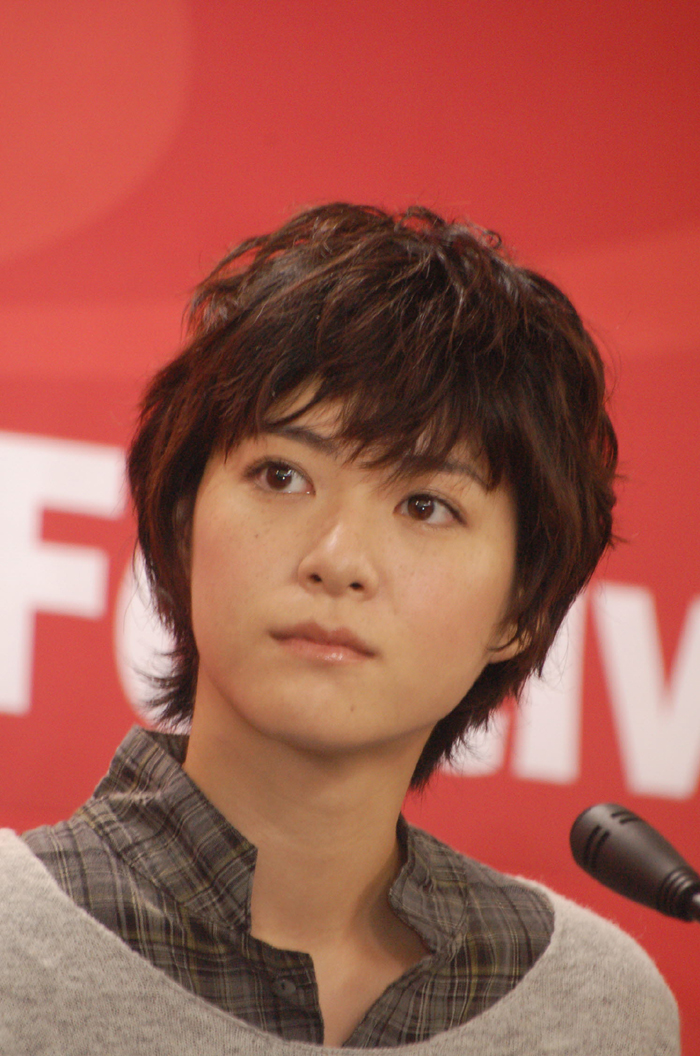
『チルソクの夏』上映時に来館した上野樹里

- 2004年4月17日 - 『チルソクの夏』が封切られ、同作の監督・佐々部清と出演した水谷妃里、上野樹里、桂亜沙美、三村恭代、福士誠治、淳評（現：スズキジュンペイ）が舞台挨拶を行った[5]。
- 2005年7月16日 - クォン・サンウ主演の韓国映画『恋する神父』（監督ホ・インム）が封切られ、日計動員新記録を達成する[6]。
- 2009年3月1日 - 老朽化による改築の為休館する。
- 2010年8月4日 - 同館跡地にピンク映画上映館「上野オークラ劇場」が移転オープン[4]。これにより57年続いた上野スタームービーの名称は消滅した。

## 各館の特徴
上野スタームービー
定員141人。スター座時代は洋画→ピンク映画の上映館だったが、リニューアル以降は丸の内TOEI系の作品をメインに、中規模系の邦画・洋画を多く上映していた。
世界傑作劇場
定員46人。当初は洋画専門の名画座だったが、1980年代後半からはゲイ・ポルノ専門の映画館に転向し営業を継続した。
日本名画劇場
定員40人。主にピンク映画を上映。規模の小ささからか、ビデオプロジェクターで上映する機能を持っていた。